# María Teresa de Vallabriga
María Teresa de Vallabriga y Rozas (Saragossa, 1750-1820) va ser una noble aragonesa. Va casar-se amb l'infant Lluís Antoni d'Espanya, fill de Felip V, esdevenint comtessa de Chinchón.
Filla de Luis de Vallabriga, majordom de Carles III i de María Josefa de Rozas y Melfort, comtessa de Castelblanco. Va viure a Madrid des de 1773, a casa de la seva tia, la marquesa de San Leonardo.
El 1776 va casar-se amb Lluís Antoni d'Espanya, germà de Carles III, que suposava un matrimoni morganàtic per a l'infant i antic arquebisbe de Toledo. El rei va desaprovar la unió, i Lluís i Teresa van retirar-se de la cort a Arenas de San Pedro. Mort Lluís el 1785, va poder reunir-se amb els seus fills, que s'havien educat a Toledo i dels quals havia estat apartada, gràcies a Carles IV. El 1792 va passar a viure a Saragossa fins a 1802, en què pot tornar a la cort, gràcies al matrimoni de la seva filla María Teresa amb Manuel Godoy. Durant l'ocupació napoleònica va viure a Mallorca, el 1814 es traslladava de nou a Saragossa, on va morir el 1820.

## Descedència
María Teresa i Lluís van tenir tres fills:
- Luis María de Borbón y Vallabriga (1777-1823)
- María Teresa de Borbón y Vallabriga (1779-1828)
- María Luisa de Borbón y Vallabriga (1780-1846)

## Honors
- Banda de l'Orde de les Dames Nobles de la Reina Maria Lluïsa[5]